# Douangdeuane Viravongs
Douangdeuane Viravongs (n. 1947 - ...) este un scriitor laoțian.